# Коскинен, Ирья
Ирья Эльвира Коскинен (фин. Irja Elvira Koskinen, в замужестве — Салин фин. Salin; 28 июля 1911, Гельсингфорс, Великое княжество Финляндское — 31 марта 1978, Хельсинки, Финляндия) — прима-балерина Финского национального балета, хореограф, педагог, актриса.

## Биография
Родилась 28 июля 1911 года в Гельсингфорсе, в Великом княжестве Финляндском.
С 1931 по 1957 годы была танцовщицей Финского национального балета, а с 1935 года — прима-балериной.
В 1948 году была награждена высшей государственной наградой Финляндии для деятелей искусств — «Pro Finlandia».
В 1953 году основала в Хельсинки собственную балетную школу.
Скончалась 31 марта 1978 года в Хельсинки.

## Семья
- Муж — Клаус Салин, солист Финского национального балета. В браке с 1947 года.

## Хореография
- 1951 — балет «Bolero»
- 1952 — балет «Песси и Иллюзия»
- 1955 — балет «Scaramouche»

## Фильмография
- 1954 — «Песси и Иллюзия», хореография
- 1952 — «Mitäs me taiteilijat», артистка
- 1941 — «Ryhmy ja Romppainen», роль солистки танцев
- 1939 — «Aktivistit», роль исполнительницы мазурки
- 1939 — «Kaksi Vihtoria», роль солистки танцев